# Музей Вяйнё Аалтонена
Музей Вяйнё Аалтонена (фин. Wäinö Aaltosen museo) — коллекция произведений финского скульптора Вяйнё Аалтонена, а также собрание современного искусства.
Музей расположен в Турку, на берегу Аурайоки.

## История
В марте 1964 года городской совет Турку принял решение об учреждении в городе музея современного искусства на что было получено согласие Вяйнё Аалтонена, подарившего городу часть своей личной коллекции.
В октябре 1965 года началась постройка современного здания, спроектированного сыном Вяйнё Аалтонена — Матти Аалтоненом и его женой Ирмой Аалтонен. Сам скульптор принимал участие в проектировке внутреннего пространства музея.
17 сентября 1967 году состоялось официальное открытие музея, а его фонды составили коллекция скульптур и картин Вяйнё Аалтонена, а также собрания произведений живописи, графики и скульптуры современных финских и зарубежных мастеров.
В 2009 году на проходившей в музее выставке русского авангарда «Круг — тире — точка» искусствовед Отсо Кантокорпи усомнился подлинности некоторых работ в связи с чем выставка была закрыта для проверки, а картины конфискованы. В 2015 году надворный суд Турку отклонил все обвинения по делу о фальшивых полотнах.